# Valpantena
La Valpantena è una valle che parte da Verona e sale verso i Monti Lessini passando da Poiano, Quinto di Valpantena, Marzana e Grezzana (quest'ultima situata al confine tra bassa e alta valle), mentre a nord di Grezzana si sviluppano i paesi di Stallavena e Lugo (facenti parte del comune stesso di Grezzana), dopodiché a nord di quest'ultimo abitato la valle si divide in tre profondi vaj, il vajo della Marciora, il Vajo dell'Anguilla e quello dei Falconi. È delimitata ad est dalla Val Squaranto, a sud dalla città di Verona, a ovest dalla Valpolicella e a nord dall'altopiano lessinico.
L'ipotesi più accreditata riguardo all'etimologia del nome della valle è la derivazione da pantheon, tempio romano, che si trova a Santa Maria in Stelle (chiamata così per il soffitto pitturato come una volta stellata). Secondo alcuni però il termine "Valpantena" significherebbe valle del Pantano in riferimento al tipico territorio fangoso e stagnante che un tempo dominava la valle.
Nella vallata si trovano numerose ville venete, ruderi datati ai tempi di Cangrande della Scala e altre opere d'arte. La Valpantena fa parte del comprensorio enologico della Valpolicella in cui vengono prodotti il Valpolicella, l'Amarone della Valpolicella e il Recioto della Valpolicella. Significativa la produzione di olio d'oliva e dell'allevamento.

## Geografia

### Territorio
È una valle alluvionale prealpina che si sviluppa partendo dallo spartiacque degli alti Lessini. Parte dalle incisioni del Monte Tomba e scorre in direzione sud per circa 30 km, percorsa dal progno Pantena, aprendosi nella parte bassa verso la pianura.

### Idrografia
Il percorso della valle è a sua volta solcato da numerosi piccoli vaj, che apportano detriti nel fondo della valle. Il terreno della valle, povero e con caratteristiche carsiche, lungo il percorso del torrente è ghiaioso e nella zona di Poiano formava una zona paludosa. Tipico della zona è il vegron, toponimo maggiorativo di vegro, che individua terreni ghiaiosi, poco adatti alla coltivazione a causa dello scarso spessore di terriccio. La parte che appartiene alla Circoscrizione 8^ di Verona corrisponde alla parte bassa della valle, delimitata ai due lati dalle dorsali collinari, ove si sono avuti i primi insediamenti abitativi, situati ai due lati della valle allo scopo di evitare le periodiche piene alluvionali del progno.

## Storia
I primi segni della presenza dell'uomo risalgono all'età del bronzo - II millennio a.C. - e sono stati individuati in località Praelle, monte Pipaldolo di Novaglie e Castegion di Marzana. All'epoca romana risalgono numerosi reperti, situati nell'area dell'attuale villa Balladoro, ai piedi del monte Pipaldolo, consistenti in monumenti funebri. Di epoca longobarda invece due tombe nella zona fra Poiano e Quinto.
Praticamente inesistenti testimonianze scritte relative al periodo longobardo. L'alto medioevo è invece documentato da una serie di scritti che evidenziano lo stretto legame della bassa Valpantena con la città ed in particolare con il monastero di S. Maria in Organo ed il capitolo della Cattedrale.
Nel IX secolo si trova documentata l'esistenza di quattro vici: Vendri, Sezano, Turano (che dal sec. XI diverrà S. Maria in Stelle) e la villa di Folloniano (nei pressi di Marzana ). Dal sec. X si affermano, grazie ai rispettivi castelli, Grezzana, Marzana e Poiano.
Le aree agricole in questo periodo appartengono in larga parte alla città con grandi fondi ecclesiastici che includono anche terre della Valpantena. Questi anni vedono il dipanarsi di una serie di controversie (patti di Marzana e Poiano) che porteranno le comunità rurali ad acquistare autonomia rispetto al capitolo cittadino fino all'affermarsi del comune di Verona che farà sentire nei secoli XIII-XIV anche a questi piccoli centri i fenomeni dell'inurbamento e della crisi demografica. In queste zone non si ha la creazione di fondi o poderi di grandi dimensioni: nel duecento, con la graduale cessione delle terre da parte del capitolo della Cattedrale, si ha un ulteriore forte frazionamento dei terreni. Anche i terreni incolti divengono, nei momenti di crisi demografica, motivo di contrasto fra i comuni (es. Mizzole e Vendri-S. Maria in Stelle, Vendri e S. Maria in Stelle) soprattutto per l'apporto di legname, utilizzato anche per la produzione di carbone.
Nei secoli successivi prosegue lo stretto legame con le vicende di Verona, la cui nobiltà fa della bassa Valpantena luogo di villeggiatura, dove costruire ville e piccoli castelli difesi all'intorno dalle mura dei broli che sono il segno tangibile della barriera che separa il mondo della nobiltà da quello contadino. Durante tutto il periodo Veneziano questa dicotomia prosegue e si sviluppa, creando una Valpantena legata ai signori ed alla mezzadria ed una Valpantena povera, di piccoli proprietari. La cessione da parte di Venezia di terreni statali crea una lunga serie di conflitti all'interno dei comuni, divisi fra la concessione in affitto e la vendita.
L'inizio del Settecento vede l'espandersi del predominio della famiglia Allegri di Cuzzano sulla Valpantena, attraverso un incremento capillare della proprietà nonché l'acquisto di giurisdizioni fiscali che lo Stato veneto è costretto a vendere per risanare le proprie finanze.
Con la rivoluzione francese (1789), la Serenissima concede a chi combatte per lei una serie di privilegi economici che portano la famiglia Allegri al predominio nella Valpolicella e nella Valpantena. Altra nobile famiglia che dalla fine del Cinquecento si insedia nella Valpantena, è quella dei Giusti, nella cui storia si concentrano episodi di prepotenza e violenza sia verso i coloni che all'interno della famiglia, non rari tra i nobili dell'epoca, che offrirono spunto anche per una trasposizione letteraria. I possedimenti fondiari erano concentrati nella zona di Vendri e S. Maria in Stelle dove edificarono alcune ville di cui ricordiamo quella in località Casai e quella in località Ca' Vendri. Quest'ultima, oggi villa Melloni, sembra sia stata progettata da un aiuto del Sanmicheli, Bernardino Brugnoli ed ha la pianta tipica delle nobili residenze venete, con grande salone centrale affrescato con motivi che si ritrovano nelle costruzioni del Sanmicheli. Di particolare pregio è il parco che si estende alla sinistra della villa, ricco di piante secolari ed in cui, sfruttando un leggero pendio, si sviluppa un porticato al cui interno erano probabilmente collocate fontane e/o statue. Alle estremità si trovano due scale che portano al livello superiore creando un terrazzo arricchito dalla tipica fontana al centro e, più in alto nel prato, trova posto la cappella annessa alla villa, dietro la quale un tempo si trovava un laghetto e numerose fontane, oggi rimaste senza acqua.
Altra presenza del periodo signorile nella bassa Valpantena è quella del monastero di S. Maria in Organo con i monaci benedettini-olivetani, proprietari di terre nella zona di Sezano.
Con la fine del dominio veneziano e l'avvicendarsi dei domini francese ed austriaco, la valle, soprattutto nella parte bassa, uscì dall'isolamento grazie anche alla caduta delle mura della città, di cui divenne naturale area di espansione e scambio.
Dalla fine del Settecento vi fu un progressivo calo di abitanti dell'alta valle a fronte di un seppur lieve incremento nelle zone di Quinto e Grezzana: le ville attorno alla città offrivano infatti possibilità di lavoro e di avvicinamento alla civiltà. Lentamente la proprietà fondiaria passa dalle ricche famiglie cittadine ai residenti nella valle, che vanno costituendo fondi in qualche caso di dimensioni considerevoli. L'economia della valle risente positivamente anche dello sviluppo, nel periodo del dominio francese che favorisce lo scambio e l'unione fra i paesi dell'Europa, della rete stradale e delle opere pubbliche che facilitano il commercio e gli scambi fra i comuni e con la città.
Anche il dominio asburgico contribuì al miglioramento della vita nella valle con la costruzione di nuovi tratti di strada e di argini lungo i torrenti e ponticelli. Al regime austriaco si deve anche lo sforzo di catalogare ed inventariare i beni e le colture della valle, nonché tentativi di difesa dalla grandine e l'introduzione sperimentale di nuove colture quali la lupinella ed erbe officinali. Si svilupparono anche ricerche sulla storia della valle e dei suoi monumenti, in primo luogo il Pantheon di S. Maria in Stelle.
Il 16 ottobre 1866 arrivarono nella valle le truppe piemontesi, accolte con entusiasmo dalla piccola borghesia, meno dai contadini che vedevano solo un cambio di padrone. Nel corso degli anni si assistette ad un consistente incremento demografico, dovuto al calo di mortalità, nonché ad un aumento di povertà, dovuta all'arretratezza del sistema economico ed alla mancanza di capitali da investire nello sviluppo, cui si cercò di ovviare attraverso una consistente emigrazione. Lentamente anche in questa valle arrivano scuole, si costituiscono società di mutuo soccorso, si sviluppa l'associazionismo cattolico.
All'inizio del sec. XX nella valle ci sono sei comuni: Boscochiesanuova, Grezzana, Quinto, S. Maria in Stelle, Novaglie, Sezano.

## Economia
L'economia rimane prevalentemente agricola, ma hanno un notevole sviluppo anche l'estrazione di ghiaia e marmo, i molini e le manifatture tessili. Anche il tram arrivò negli anni venti fino a Grezzana, facilitando gli spostamenti dei lavoratori verso la città, su cui graviteranno negli anni successivi molti degli abitanti e l'economia della valle.
Negli anni sessanta, con lo svilupparsi delle industrie, il pendolarismo verso la città fu in continuo aumento, mentre le frazioni del fondovalle diventarono sempre più zone residenziali, con conseguente sviluppo dell'edilizia, mentre nelle zone rurali sorsero numerosi allevamenti, unica alternativa alla scarsa produttività dei terreni.

## Infrastrutture e trasporti
La Valpantena è attraversata dalla strada provinciale 6 che, fra il 1922 e il 1958, ospitò nel tratto inferiore il binario della tranvia Verona-Grezzana, la quale faceva parte di un insieme di tranvie elettriche che caratterizzarono la provincia veronese e rappresentò un importante strumento di crescita per la valle.